# David Koechner

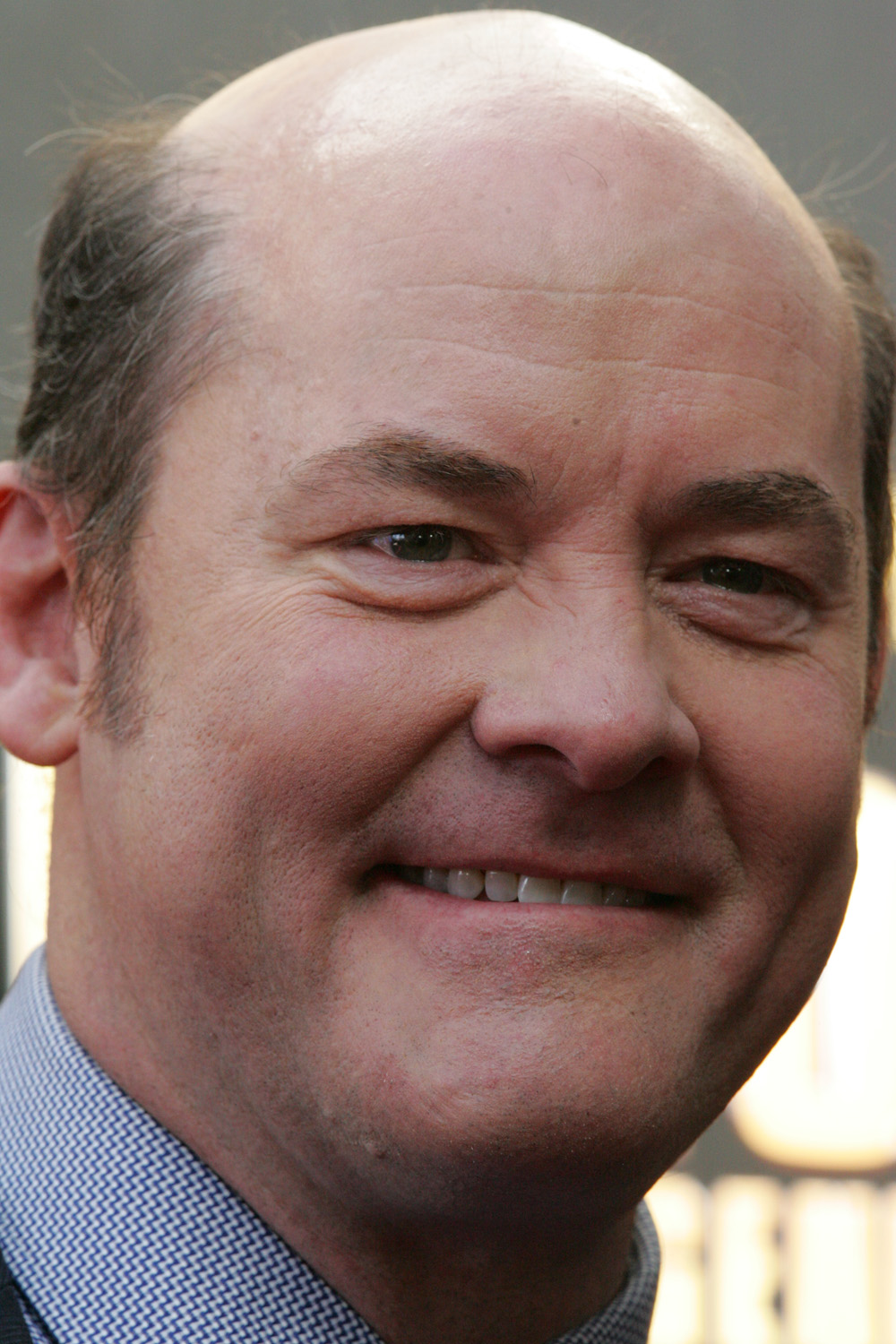
David Koechner bei der australischen Filmpremiere von Anchorman 2 – Die Legende kehrt zurück im November 2013

David Michael Koechner (* 24. August 1962 in Tipton, Missouri) ist ein US-amerikanischer Schauspieler, Komiker, Schriftsteller und Musiker.

## Leben
David Koechner wurde als Sohn von Margaret Ann (geb. Downey) und Cecil Stephen Koechner geboren. Seine katholische Familie ist deutscher und irischer Abstammung. Koechner studierte Politikwissenschaft am Benedictine College und der University of Missouri und beschloss, eine Karriere als Comedian zu verfolgen und zog nach Chicago. Nach dem Studium an Chicagos ImprovOlympic, unter dem Improvisationlehrer Del Close, trat Koechner mit The Second City Comedy ab 1994 in Chicago auf. 1995 trat er ein Jahr lang in Saturday Night Live auf. Von 1996 bis 1997 gehörte er zur Besetzung der Tonight Show mit Conan O’Brien. Danach nahm er die ersten kleinen Filmrollen in den Filmen Wag the Dog und Der Mondmann an.

## Filmografie (Auswahl)
- 1995–1996: Saturday Night Live (Fernsehserie, 20 Folgen)
- 1995: It’s Now … or Never!
- 1997: Wag the Dog – Wenn der Schwanz mit dem Hund wedelt (Wag the Dog)
- 1998: Dirty Work
- 1999: Der Mondmann (Man on the Moon)
- 1999: Austin Powers – Spion in geheimer Missionarsstellung (Austin Powers: The Spy Who Shagged Me)
- 2000: Hoffnungslos verliebt (Whatever It Takes)
- 2001: Eiskalt (Out Cold)
- 2001: Life Without Dick – Verliebt in einen Killer (Life Without Dick)
- 2002: Waking Up in Reno
- 2002: American Girl
- 2002: Hilfe, ich habe ein Date! (The Third Wheel)
- 2003: Partyalarm – Finger weg von meiner Tochter (My Boss's Daughter)
- 2003: Gelegenheit macht Liebe (A Guy Thing)
- 2003: Soul Mates
- 2003–2006: Reno 911! (Fernsehserie, drei Folgen)
- 2004: Anchorman – Die Legende von Ron Burgundy (Anchorman: The Legend of Ron Burgundy)
- 2004: Wake Up, Ron Burgundy: The Lost Movie
- 2005: Deine, meine & unsere (Yours, Mine & Ours)
- 2005: Daltry Calhoun
- 2005: Here Comes Peter Cottontail: The Movie
- 2005: Jungfrau (40), männlich, sucht … (The 40 Year Old Virgin)
- 2005: Thank You for Smoking
- 2005: Ein Duke kommt selten allein (The Dukes of Hazzard)
- 2005: AbServiert (Waiting …)
- 2005–2013: Das Büro (The Office, Fernsehserie, 15 Folgen)
- 2006: Oh je, du Fröhliche (Unaccompanied Minors)
- 2006: Kings of Rock – Tenacious D (Tenacious D in The Pick of Destiny)
- 2006: Die verrückte Reise der Pinguine (Farce of the Penguins, Stimme)
- 2006: Ab in den Knast (Let’s Go to Prison)
- 2006: Snakes on a Plane
- 2006: Der tierisch verrückte Bauernhof (Barnyard, Stimme)
- 2006: Ricky Bobby – König der Rennfahrer (Talladega Nights: The Ballad of Ricky Bobby)
- 2006: Larry the Cable Guy: Health Inspector
- 2007: The Comebacks
- 2007: Careless
- 2007: Reno 911!: Miami
- 2007: Balls of Fury
- seit 2008: American Dad (Fernsehserie, Stimme)
- 2008: Semi-Pro
- 2008: Drillbit Taylor – Ein Mann für alle Unfälle (Drillbit Taylor)
- 2008: Get Smart
- 2008: Spritztour (Sex Drive)
- 2009: The Perfect Game
- 2009: Wild Chicks (Still Waiting…)
- 2009: Ausgequetscht (Extract)
- 2009: The Goods – Schnelle Autos, schnelle Deals (The Goods: Live Hard, Sell Hard)
- 2009: Tenure
- 2009: My One and Only
- 2009–2010: Hank (Fernsehserie, neun Folgen)
- 2011: Fully Loaded
- 2011: Paul – Ein Alien auf der Flucht (Paul)
- 2011: Final Destination 5
- 2011: A Good Old Fashioned Orgy
- 2012: Piranha 2
- 2012: Hit and Run
- 2013: Crawlspace
- 2013: Ghost Movie
- 2013: The Middle (Fernsehserie, 4x16)
- 2013: Anchorman – Die Legende kehrt zurück (Anchorman 2: The Legend Continues)
- 2013: Liberace – Zu viel des Guten ist wundervoll (Behind the Candelabra, Fernsehfilm)
- 2013: Cheap Thrills
- 2013: No Clue
- 2014: Hits
- 2014: Jason Nash Is Married
- 2015: Road Hard
- 2015: Krampus
- 2015: Scouts vs. Zombies – Handbuch zur Zombie-Apokalypse (Scouts Guide to the Zombie Apocalypse)
- 2015–2021: F Is for Family (Fernsehserie, 32 Folgen)
- 2015–2023: Die Goldbergs (The Goldbergs, Fernsehserie, 38 Folgen)
- 2016: Unbezahlbar (Priceless)
- 2017: Twin Peaks (Fernsehserie, 4 Folgen)
- 2017–2018: Superior Donuts (Fernsehserie, 34 Folgen)
- 2019: Braking for Whales
- 2021: A Week Away
- 2021: National Champions
- 2022: Marmaduke (Stimme)
- 2023: Justified: City Primeval (Miniserie, 1 Folge)